# Willy Maria Stucke
Willy Maria Stucke (* 7. Februar 1909 in Bonn; † 21. Juli 1987 in Königswinter) war ein deutscher Maler, Graphiker und Illustrator.

## Leben
Willy Maria Stucke wurde als Sohn des Bonner Historienmalers Willy Stucke (1880–1952) geboren. 1928/29 besuchte er die Kunstakademien in Düsseldorf und Hamburg. Dort studierte Stucke u. a. bei Beckerath. Später unterrichtet er am Institut für Kunsterziehung der Universität Bonn.
1949 wurde Stucke als Nachfolger seines Vaters Vorsitzender des 1946 gegründeten Bonner Künstlerbundes, den er 1951 aus Protest gegen die unzureichenden städtischen Ausstellungsmöglichkeiten wieder auflöste. Ab 1953 war Stucke Vorsitzender der neugegründeten und heute noch bestehenden Künstlergruppe Bonn. In den Jahren 1952 bis 1985 unternahm er zahlreiche Studienreisen, u. a. nach Brasilien. 1986 erhielt Stucke das Stipendium der Stadt Bonn.

## Werk
Stuckes künstlerischer Werdegang wurde zunächst durch die vom Vater tradierte Historienmalerei belastet. Anfänglich lehnte er sich an die rheinischen Expressionisten an. So war er mit Hans Thuar und Franz Jansen befreundet. Später fand er seine eigene Formsprache, die besonders im Holzschnitt durch HAP Grieshaber und durch seine Freundschaft mit Joseph Fassbender beeinflusst war.
Sein schriftlicher Nachlass, darunter aber auch zahlreiche fotografische Arbeiten vor allem von seinen Reisen sowie einige grafische Arbeiten, befindet sich im Rheinischen Archiv für Künstlernachlässe in Bonn.

### Arbeiten (Auswahl)
- L'homme (1960), Holzschnitt, Bonner Kunstverein
- Afrikanische Früchtefrau. (1963), Holzschnitt
- Blumenfrau. (1960), Holzschnitt
- Rencontre I (1959), Holzschnitt

### Buchillustrationen (Auswahl)
- Werner Hörnemann: Hafenpiraten. Glöckner, Bonn 1950; Kessel, Remagen Neuauflage 2022.
- Heinz Randow: Ich sah das Paradies. Erlebnisse und Fahrten eines Tierfreundes. Hundt, Hattingen 1952.
- Alfred Hoppe: Unsere Sprache in Gestalt, Schrift und Rede. Teil 1. 5. Schuljahr. Diesterweg, Frankfurt/M. 1967.
- Alfred Hoppe: Unsere Sprache in Gestalt, Schrift und Rede. Teil 2. 6. Schuljahr. Diesterweg, Frankfurt/M. 1967.

## Ausstellungen (Auswahl)

### Einzelausstellungen
- 1942: Städtisches Museum Villa Obernier, Bonn
- 1952: Galerie Cohen, Rio de Janeiro
- 1959: Städtische Kunstsammlungen, Bonn
- 1967: Kurfürstliches Gärtnerhaus, Bonn
- 1969: Rheinisches Landesmuseum, Bonn
- 1980: Haus an der Redoute, Bad Godesberg
- 1982: Bonner Kunstverein, Bonn
- 1986: Galerie Heinemann, Bonn
- 1989: Haus an der Redoute, Bonn

### Beteiligungen
- 1949: 1. Sommerausstellung Bonner Künstler, Münsterschule, Bonn
- 1950: Ateneum, Helsinki
- 1955: Städtische Kunstsammlungen, Bonn
- 1967: Neuerwerbungen, Kunstmuseum, Bonn
- 1968: Rheinisches Landesmuseum, Bonn
- 1969: Kölnischer Kunstverein, Köln
- 1986: Mythos Beethoven, Galerie Hennemann, Bonn